# Alció verd americà
L'alció verd americà (Chloroceryle americana) és una espècie d'ocell de la família dels alcedínids (Alcedinidae) que habita rius, llacs, aiguamolls i manglars d'ambdues Amèriques, des del sud dels Estats Units, a Texas i Arizona, cap al sud, a través de Mèxic i Amèrica Central fins a Amèrica del Sud, per l'oest dels Andes fins al nord de Xile i per l'est dels Andes fins a l'Argentina central.